# Bravo-Jahrescharts 1974
The Sweet haben sich in Deutschland endgültig als die beliebteste Glam-Rock-Band durchgesetzt und belegen in den Charts und bei der Otto-Wahl den ersten Platz. Zu einem der größten Hits des Jahres wurden wieder einmal zwei Eintagsfliegen: Der Kanadier Terry Jacks belegte Platz 3 mit der englischsprachigen Coverversion des französischen Chansons Le Moribond von Jacques Brel. George McCrae landete den Sommerhit mit seinem eindeutig-zweideutigen Rock Your Baby. Der Eurovision Song Contest hat die Geschichte der Popmusik jedoch nie so sehr geprägt wie in diesem Jahr und gebar mit dem Sieger ABBA aus Schweden die erfolgreichste Popband der nächsten zehn Jahre. Waterloo erreichte Platz 7.

## Bravo-Jahrescharts 1974
1. Teenage Rampage – The Sweet – 471 Punkte
2. Das Tor zum Garten der Träume – Bernd Clüver – 431 Punkte
3. Seasons in the Sun – Terry Jacks – 386 Punkte
4. The Six Teens – The Sweet – 349 Punkte
5. Sugar Baby Love – The Rubettes – 327 Punkte
6. Rock Your Baby – George McCrae – 316 Punkte
7. Waterloo – ABBA – 303 Punkte
8. Devil Gate Drive – Suzi Quatro – 266 Punkte
9. I’d Love You to Want Me – Lobo – 263 Punkte
10. If I Didn’t Care – David Cassidy – 256 Punkte

## Bravo-Otto-Wahl 1974

### Beat-Gruppen
1. Goldener Otto: The Sweet
2. Silberner Otto: ABBA
3. Bronzener Otto: The Osmonds

### Sänger
1. Goldener Otto: David Cassidy
2. Silberner Otto: Bernd Clüver
3. Bronzener Otto: Jürgen Marcus

### Sängerinnen
1. Goldener Otto: Suzi Quatro
2. Silberner Otto: Elfi Graf
3. Bronzener Otto: Maggie Mae